# Theotima makua
Theotima makua is een spinnensoort uit de familie Ochyroceratidae. De soort komt voor in Hawaï.